# Квантовий генератор
Квáнтовий генерáтор — загальна назва джерел електромагнітного випромінювання, що працюють на основі вимушеного випромінювання атомів і молекул. Залежно від того, хвилі якої довжини випромінює квантовий генератор, він може називатися по різному: лазер, мазер, разер, газер.
Вперше на можливість створення квантового генератора вказав радянський фізик В. А. Фабрикант в кінці 40-х років. Перший мазер на молекулах аміаку (розчин аміаку у воді — нашатирний спирт) був зроблений в 1954 році одночасно і незалежно у Фізичному інституті Академії наук СРСР М. Г. Басовим і О. М. Прохоровим і в Колумбійському університеті Чарлзом Таунсом зі співробітниками. В 1964 році за цю роботу їм була присуджена Нобелівська премія.

## Основа генератора—підсилювачздодатнім зворотним зв'язком
Основним елементом квантових генераторів і підсилювачів є робоча речовина (активне середовище), в якій кількість відповідних центрів (атомів, молекул або іонів певного сорту) в одному із збуджених станів більша, ніж у незбудженому чи менш збудженому. В квантових підсилювачах (КП) електромагнітна хвиля, проходячи крізь активне середовище, збільшує свою енергію за рахунок енергії збуджених активних центрів. Частота, напрям поширення і поляризація хвилі при цьому не змінюються, і підсилена хвиля залишається когерентною з падаючою. Найпоширеніші КП радіодіапазону, активним середовищем яких є діамагнітні кристали з домішками парамагнітних іонів. Осн. перевагою таких КП перед підсилювачами інших типів у цьому діапазоні є надзвичайно низький рівень власних шумів і, як наслідок, дуже висока чутливість. КП застосовують у радіоспектроскопії, радіолокації, далекому радіозв'язку тощо. В квантових генераторах (КГ) необхідний зворотний зв'язок досягається за рахунок вміщення активного середовища в об'ємний резонатор (при цьому певна частина електромагнітного випромінювання повертається назад в активне середовище).